# Климонтов, Константин Алексеевич
Константи́н Алексе́евич Кли́монтов (при рождении Пла́ксин; род. 15 октября 1990, Челябинск) — российский хоккеист, защитник клуба «Юнисон-Москва», выступающего в ВХЛ.

## Биография
Родился 15 октября 1990 года в Челябинске.
Летом 2012 года изменил фамилию с Плаксин на Климонтов (фамилия матери).
Выпускник УралГУФК.
Воспитанник хоккейной школы «Трактора». Играет на позиции защитника, хват левый. В первом же сезоне КХЛ (2008/09) был включён в заявку главной команды и сыграл пять игр. По ходу сезонов 2011/12 и 2012/13 вместе с «чёрно-белыми» стал автором лучшего результата в истории клуба — «серебра» и «бронзы» чемпионата КХЛ и добавил к ним ещё одну бронзовую медаль в 2018 году. Всего за «Трактор» провёл 207 матчей и набрал 28 (6+22) очков. Обладатель Кубка Континента в составе команды «Трактор» в сезоне 2011/12.
Помимо «Трактора» в КХЛ также выступал за подмосковный «Витязь», казахстанский «Барыс» и новосибирскую «Сибирь». Последним клубом был «Сочи», где Климонтов провёл два сезона.
В июле 2021 года вернулся в систему «Трактора», на двусторонний контакт на два года.

## Достижения
- Серебряный призёр чемпионата КХЛ в сезоне 2012/13 в составе челябинского «Трактора»
- Бронзовый призёр чемпионата КХЛ в сезоне 2011/12 в составе челябинского «Трактора»
- Обладатель Кубок Континента КХЛ в сезоне 2011/12 в составе челябинского «Трактора»
- Обладатель Кубка Континента и бронзовый призёр чемпионата КХЛ (2012)
- Обладатель Кубка Восточной конференции и серебряный призёр чемпионата КХЛ (2013)
- Бронзовый призёр чемпионата КХЛ (2018)